# 세계 AIDS 박물관 및 교육센터
세계 AIDS 박물관 및 교육센터(World AIDS Museum and Educational Center)는 미국 플로리다주 포트로더데일에 위치한 HIV/AIDS 박물관 및 교육센터이다. 2014년 5월 15일에 개장했다.

## 역사
세계 에이즈 박물관 및 교육센터는 미국 플로리다주 포트로더데일의 프라이드 센터에서 HIV 지원 단체인 Pozitive Attitudes에서 시작되었으며, Pozitive Attitudes의 진행자는 스티브 스타콘이었다. 그는 브로워드군과 마이애미데이드군이 "미국 에이즈 위기의 진원지"라고 지목했고, 지역의 LGBT 인구 때문에 전염이 더 잘된다고 생각했다. 따라서 그는 플로리다주 남부에 에이즈 박물관을 개장하는 아이디어를 제시했고, 회와 프라이드 센터에서 일련의 임시 전시회가 끝난 후, 위치를 26번가로 정했다.

### 건물
2013년 11월 7일 매직 존슨은 세계 에이즈 박물관을 방문하여 감염 사실을 발표한 날로부터 22년 만에 이 공간을 헌납했고, 2014년 5월 공식적으로 개장되었다. 세계 에이즈 박물관에는 에이즈의 연표, 스티그마에 대한 전시, HIV의 모습이 있는 사진 등이 있으며, 박물관은 주변 학교와 사회 조직에서 에이즈에 관한 교육 프로그램을 진행한다.
작가이자 에이즈 활동가인 래리 크레이머는 2017년 3월 9일 그의 작품을 기리는 전시회와 함께 박물관에서 연설하였다.

## 여행하는 박물관 에이즈 프로젝트
여행하는 박물관 에이즈 프로젝트는 미국 뉴저지주 뉴어크에 기반을 둔 비영리 단체로 에이즈와 관련된 예술품과 에이즈에 감염된 예술가들의 예술품을 소장하고 있다. 2004년 12월에 설립되었다.